# Otto Frestadius
Otto Abraham Frestadius, född 30 juni 1838 i Stockholm, död 1927, var en svensk ingenjör. 
Efter examen från Teknologiska institutet i Stockholm 1858 var Frestadius anställd vid verkstäder i Tyskland och Storbritannien 1858–64 och var verkställande direktör för Bergsunds Mekaniska Verkstads AB i Stockholm 1874–1903.